# Verklaring van Sint-Petersburg
De Verklaring van Sint-Petersburg was een akkoord uit 1868 dat de 20 staten die het ondertekenden verbiedt projectielen van minder dan vierhonderd gram te gebruiken die explosief zijn of een ontploffende dan wel brandende inhoud hebben.
De verklaring volgde nadat de regering van Rusland in Sint-Petersburg een conferentie samenriep om een verklaring over het verbod van kleine explosieven op te stellen. Het Russische initiatief werd door sommigen verklaard door een angst van de Russen om verder achterop te raken ten opzichte van de wapenontwikkeling van de West-Europese landen. De conferentie kwam in december 1868 met een verklaring waarin het gebruik van ontplofbare en ontvlambare projectielen van minder dan vierhonderd gram werd verboden.
Ze kan gezien worden als het eerste akkoord over regels in oorlogsvoering, waarbij de bedoeling was om een balans te zoeken tussen humanitaire zorgen enerzijds en militaire noodzaak anderzijds. Daarmee is het een voorloper van alle verdragen die staten beperkingen in hun oorlogsvoering opleggen. 
Sinds 1868 zijn er enkele afspraken bijgekomen: de verklaringen van 1899 en 1907 betreffende verstikkende gassen, uitzettende kogels, automatische contactmijnen onder water; het protocol van 1925 houdende een verbod van het gebruik in oorlogstijd van verstikkende, giftige en andere gassen en van bacteriologische middelen van oorlogvoering; de Conventie van 1972 houdende een verbod tot ontwikkeling, productie, opslag en een gebod tot vernietiging van biologische en giftige wapens; en de Conventie van 1977 houdende een verbod tot geofysische oorlogvoering.
De vredesconferenties van Den Haag, waarbij het internationaal oorlogsrecht verder werkt uitgewerkt, volgden in 1899 en 1907.